# Стратиграфія торфових покладів
Стратиграфія торфових покладів – послідовність нашарування торфів різного ботанічного складу і властивостей, що відображає зміну умов торфонакопичення в покладах. В основу виділення стратиграфічних класифікаційних одиниць торфових покладів покладено переважання і порядок чергування торфів різних типів і видів. У залежності від характеру нашарування окремих видів торфу за глибиною торфові поклади поділяють на 4 типи: низинні, перехідні, змішані, верхові. До низинного типу відносять поклади з потужністю низинного торфу більше половини загальної глибини, шар верхового торфу не повинен перевищувати 0,5 м. Перехідний тип об'єднує поклади з потужністю перехідних торфів понад половину загальної глибини покладу, шар верхових торфів не повинен перевищувати 0,5 м. До змішаного типу належать поклади, в яких шар верхових торфів складає менше половини загальної глибини, але не менше 0,5 м, нижні шари складені низинними або перехідними типами торфу. До верхового типу відносять поклади, в яких шар верхових торфів складає не менше половини загальної глибини. Нижня частина покладу може бути складена перехідними або низинними торфами. У кожному типі торфового покладу за вмістом деревних залишків виділені підтипи, поділені на види. Вид торфового покладу – нижча одиниця стратиграфічної класифікації покладів, виділяється г.ч. за переважаючими видами торфу. З С.т.п. пов'язані такі параметри торфів як вологість, ступінь розкладання, зольність і інш. Верховий тип торфових покладів характеризується підвищеною вологістю (до 93%), невеликою зольністю (в сер. 4%), сер. ступінь розкладання 20-45%. Низинний тип покладів характеризується сер. вологістю 88-91%, зольністю 6-14% і більше, сер. ступенем розкладання 30-50%.